# Якоб Ханибал I фон Хоенемс
Якоб Ханибал I фон Хоенемс ди Галарате (на немски: Graf Jacob Hannibal I von Hohenems Conte di Gallarate; * 13 май 1530, Блуденц; † 27 декември 1587, Хоенемс) е имперски граф на Хоенемс в Западна Австрия, испански граф на Галарате в Италия.

## Живот
Той е син на Волф Дитрих фон Хоенемс (* 1508; † 10 март 1538 на 31 години) и съпругата му Киара де' Медичи (* 1507; † сл. юли 1559), дъщеря на Бернардо де' Медичи († 1519) и Чечилия Сербелони. Майка му е сестра на папа Пий IV (1499 – 1565), папа (1559 – 1565). Брат е на граф Маркус Зитикус фон Хоенемс (1530 – 1595), епископ на Констанц (1561 – 1589).
Части от младините си Якоб Ханибал прекарва в Горна Италия при чичо си Джан Джакомо Медичи, херцог на Меленяно († 1555). Той започва военна кариера.
Якоб Ханибал е издигнат на граф на Свещената Римска империя на 27 април 1560 г. и на 19 април 1578 г. в Мадрид на испански граф на Галарате в Италия.
Якоб Ханибал е водач на наемници в Италия, Франция и Мароко, които се бият във войската на Карл V и Филип II. Той е направен от чичо му папа Пий IV на командир на ватиканската войска. След това той е номиниран на папски легат в Испания.
От 1567 г. Якоб Ханибал живее в дворец Хоенемс, който от 1566 г. разширява и завършва. Замъкът и господството остават до измирането на линията през 1759 г. собственост на фамилията. Териториите Хоенемс и Лустенау отиват към Австрия.
Якоб Ханибал събира значима колекция на изкуството и други, между тях два ръкописа на „Песента на Нибелунгите“, едно стихотворение за герои от ранния 13 век. Ръкописите са открити през 1755 г. в архива на Хоенемс и днес се намират в Мюнхен или в Донауешинген.
Якоб Ханибал I фон Хоенемс умира на 57 години на 27 декември 1587 г. в Хоенемс. Децата му са под опекунството на брат му епископ Маркус Зитикус фон Хоенемс.

## Фамилия
Якоб Ханибал I фон Хоенемс се жени на 6 януари 1565 г. в Рим за първата си братовчедка Ортензия Боромео (* 1550, Милано; † 27 декември 1578, Хоенемс на 28 години), полусестра на кардинал Свети Карло Боромео (1538 – 1584), архиепископ на Милано, дъщеря на граф Джиберто II Боромео ди Арона (1511 – 1558) и Тадеа дал Верме. Те имат седем деца:
- Маргарета фон Хоенемс (* 1567; † 31 януари 1607), омъжена I. на 3 октомври 1588 г. за граф Лодовико ди Лодрон-Латерано († 1604), II. ок. 30 август 1605 г. за фрайхер Освалд Трап фон Мач цу Бесено и Калдонацо († 1641)
- син (* пр. 22 декември 1568; † пр. 22 декември 1568)
- син (* август 1570; † август 1570)
- Клара фон Хоенемс (* 10 септември 1571; † 5 декември 1604), омъжена 1590 г. за фрайхер Зигмунд IV Йохан фон Велшперг-Примьор (1552 – 1613), правнук на фрайхер Зигизмунд III фон Велшперг-Примьор († 1552) и графиня и ландграфиня Маргарета фон Лупфен (* 1491)
- Каспар фон Хоенемс (* 1 март 1573, Алт-Емс при Хоенемс; † 10 септември 1640, Хоенемс), имперски граф на Хоенемс, женен I. на 15 май 1592 г. в Роверето за фраин Елеонора Филипина фон Велшперг и Примьор (* 1573; † 14 януари 1614 при раждане), II. на 3 април 1614 г. в Бухаут за Анна Амалия фон Зулц (* 1593; † 26 април 1658, Валдсхут)
- Маркус Зитикус (* 24 юни 1574, Хоенемс; † 9 октомври 1619, погребан в Залцбург), архиепископ на Залцбург (1612 – 1619)
- Волф Дитрих фон Хоенемс (* ок. 1577; † 30 май 1604, Доле, Франш Комте)